# Pseudohydromys germani
Pseudohydromys germani es una especie de roedores de la familia de los múridos. 
Tiene un solo molar y un solo incisivo en cada cuadrante de la mandíbula para un total de ocho dientes, menos que cualquier otro roedor a excepción de sus parientes cercanos, Pseudohydromys ellermani y de Paucidentomys vermidax, recientemente descrito, que carece de molares por completo. Se sabe de un solo ejemplar, un macho adulto que fue capturado a una altitud de 1.300 m s. n. m. en la aldea de Munimun, provincia de Bahía Milne, al sudeste de Papúa Nueva Guinea en agosto de 1992.
Es endémico de Papúa Nueva Guinea, donde vive a altitudes de entre 1.300 y 1.570 msnm. Se trata de un animal insectívoro. Su hábitat natural son los bosques montañosos. Se desconoce si hay alguna amenaza significativa para la supervivencia de esta especie. La especie fue nombrada en honor del fotógrafo y naturalista australiano Pavel German.